# 江平町
江平町（えひらちょう）とは、宮崎県宮崎市内の地名。中央東地域自治区に属している。郵便番号は880-0815。2023年現在、江平町1丁目のみで構成される。

## 地理
宮崎市の中央東地域自治区に属する。市街地北部の主要地域を形成しており、商業地区・オフィスなどが並ぶ。
住居表示以前、宮崎市成立時より江平町（のちに江平町1-3丁目と町名表示を実施しているが住居表示は未実施。）が設置されており、現在の江平とつく地名以外にも権現町や北権現町などを含む広域な地域であった。その後、住居表示実施により2-3丁目は消滅し、現在、江平町1丁目の一部のみが残存している。2023年現在も住居表示未実施である。
北を江平東1丁目、東を江平中町、南を橘通東5丁目、西を江平西1丁目と接する。

## 歴史
- 1924年 - 宮崎市市制施行により（旧）江平町が設置。
- 1927年 - （旧）江平町より江平町1-3丁目が誕生。旧江平町より浮城町、北権現町、権現町、神宮町、原町、柳丸町、御船町、船塚町、丸山町、西丸山町、不老町1丁目-4丁目、丸島町1丁目-4丁目が成立。（旧）江平町は消滅。
- 1966年 - 江平町1丁目 - 3丁目の一部をもって橘通東、橘通西が成立。
- 1970年 - 江平町1丁目 - 3丁目の一部をもって江平中町が成立。
- 1974年 - 江平町1丁目 - 3丁目の一部をもって(新)江平町1丁目、神宮東1-3丁目が成立。また、残る江平町2丁目 - 3丁目から江平東1-2丁目、江平西1-2が成立し、江平町1丁目 - 3丁目が消滅。

## 世帯数と人口
2023年（令和5年）9月1日現在の世帯数と人口は以下の通りである。
| 町丁        | 世帯数 | 人口 |
| ----------- | ------ | ---- |
| 江平町1丁目 | 21世帯 | 27人 |

## 小・中学校の学区
市立小・中学校に通う場合、学区は以下の通りとなる。
| 町名        | 小学校             | 中学校               |
| ----------- | ------------------ | -------------------- |
| 江平町1丁目 | 宮崎市立江平小学校 | 宮崎市立宮崎東中学校 |

## 交通

### バス
宮交グループの運営するバスが営業している。

### 道路
- 国道10号（江平五差路交差点）

## 施設
- 宮崎江平郵便局